# Kandra
Kandra è una suddivisione dell'India, classificata come census town, di 6.815 abitanti, situata nel distretto del Singhbhum Occidentale, nello stato federato del Jharkhand. In base al numero di abitanti la città rientra nella classe V (da 5.000 a 9.999 persone).

## Geografia fisica
La città è situata a 22° 51' 0 N e 86° 2' 60 E e ha un'altitudine di 225 m s.l.m..

## Società

### Evoluzione demografica
Al censimento del 2001 la popolazione di Kandra assommava a 6.815 persone, delle quali 3.614 maschi e 3.201 femmine. I bambini di età inferiore o uguale ai sei anni assommavano a 906, dei quali 474 maschi e 432 femmine. Infine, coloro che erano in grado di saper almeno leggere e scrivere erano 4.186, dei quali 2.618 maschi e 1.568 femmine.